# Megabazo
Megabazo (¿?-¿?), general aqueménida conocido por haber conducido varias campañas en Europa en el último cuarto del siglo VI a. C..
Nuestra fuente más importante para conocer la carrera de Megabazo es el historiador griego Heródoto de Halicarnaso. Megabazo estuvo con el rey aqueménida Darío I durante su funesta expedición contra los escitas y permaneció en Europa tras la campaña. Como comandante en jefe del ejército persa se le ordenó pacificar Tracia. Esto debió haber pasado en los años posteriores al 513 a. C.
Conquistó Perinto, ciudad griega a orillas del mar de Mármara, y subyugó a los peonios, quienes vivían en el oeste de la moderna Bulgaria. A pesar de que no se menciona explícitamente, debió haber igualmente tomado Ennea Hodoi en el bajo Estrimón, ya que era un enlace vital entre territorios conquistados. El puerto cercano de Eïon parece que fue nombrado como la capital persa de la zona. Después de esto, concluyó un tratado con Macedonia, que se convirtió en reino vasallo. 
Tras estos éxitos, Megabazo volvió a Persia. Antes de su vuelta, Megabazo sospechó de la lealtad hacia el rey persa de Histieo, tirano de Mileto. Ante las advertencias de Megabazo, Darío hizo que Histieo fuera a Susa en calidad de consejero suyo de confianza para tenerlo controlado de cerca. Al final, las sospechas de Megabazo se volvieron acertadas, ya que Histieo y su sobrino Aristágoras fueron los iniciadores de la llamada revuelta jónica.
Hasta aquí lo que dice Heródoto. Existe confirmación de sus escritos por otra fuente, ya que la lista de países bajo jurisdicción persa que aparece en la tumba de Darío es más larga que la incluida en la inscripción de Behistún. Entre las adiciones se encuentra la Tracia y la Macedonia.
Por tablillas encontradas en Persépolis, sabemos que el hijo de un tal Megabazo, Megabates, fue sátrapa de Aracosia, Gandara y Paricania. Este Megabazo es probablemente el mismo hombre que añadió Tracia y Macedonia al imperio persa. El hijo de Megabates, llamado también Megabazo, fue uno de los comandantes de la flota durante la campaña persa contra Grecia en el 480 a. C.
Según Heródoto, el viejo Megabazo tuvo otros hijos: Bufares, Ébares y Ferendates. Este autor griego parece ignorar a Megabates, pero según Tucídides ("Historia de la Guerra del Peloponeso" I 128), cierto Megabates fue sátrapa de la Frigia Helespóntica (Dascilio), cargo que significativamente ocupó también Ébares c. 490 a. C.